# Al-Qatif (Verwaltungsbezirk)
Al-Qatif (auch Qatif und Katif; arabisch القطيف, DMG al-Qaṭīf) ist ein Verwaltungsbezirk (Gouvernorat) in der Provinz asch-Scharqiyya, der „Östlichen Provinz“ Saudi-Arabiens. Teil des Verwaltungsbezirkes sind auch die Stadt al-Awamia und die Insel Tarut. Das Gebiet grenzt im Norden an Ra's Tanura, im Süden an Dammam und im Westen an das Gouvernorat von al-Dschubail. Im Osten liegt die Tarutbucht des Persischen Golfs.

## Geschichte
Al-Qatif ist eine der ältesten Siedlungen in der Region, deren Geschichte bis 3500 Jahre v. Chr. zurückreicht. Der Forschungsreisende Ibn Battuta besuchte den Ort auf seiner Reiseroute 1325–1332. Die Burg Tarut auf der gleichnamigen Insel soll sogar schon 5000 Jahre v. Chr. gegründet worden sein. Hier finden sich zahlreiche archäologische Zeugnisse aus mehreren Jahrtausenden.
Al-Qatif gilt zusammen mit al-Hasa als Siedlungsschwerpunkt der saudischen Zwölfer-Schia und spielte in Zusammenhang mit den Protesten in Saudi-Arabien ab 2011 eine zentrale Rolle. Der Ajatollah und Bürgerrechtler Nimr al-Nimr wurde wegen Anstiftung zum Aufruhr in al-Qatif zum Tode verurteilt.